# Jägermeister
Jägermeister je německý bylinný likér s trpkou kořeněnou chutí. Vyrábí se v dolnosaském Wolfenbüttelu z 56 různých bylin, kořenů, dřev a kůry, jako je skořice, kořen zázvoru, šafrán a další. Tento likér se plní do typických zelených lahví. Výroba probíhá v neutrálním lihu po dobu šesti týdnů a pak likér zraje minimálně 1 rok v dubových sudech.
V roce 2016 se prodeje tohoto nápoje v Česku o 30 % zvětšily oproti minulým rokům, do listopadu 2016 se zde prodalo přes 3 miliony lahví.
Správným způsobem konzumace Jägermeisteru je podávat ho v nachlazené panákové sklenici při ledově vychlazené teplotě −18 °C ICE COLD. Často se ale také po domácku míchá s jinými nealkoholickými nápoji jako je cola, tonik, ledový čaj, nebo energetické nápoje.

## Druhy
- Jägermeister Cold Brew Coffee (33 % alkoholu)
- Jägermeister Scharf (33 % alkoholu)
- Jägermeister Manifest (38 % alkoholu)
- Jägermeister Orange (33% alkoholu)